# Edgars Vinters

## Biografía
Edgars Vinters (Riga, 22 de septiembre de 1919 - ibídem, 29 de abril de 2014) fue un pintor letón.

## Obra
Vinters pintaba objetivamente, sobre todo la pintura de paisajes. Los primeros trabajos de su infancia y juventud fueron hechos con lápiz y pluma de tinta, más tarde, durante un breve periodo de tiempo hizo obras de grabados en linóleo y lápiz pastel y luego encontró su medio de trabajo en la pintura, principalmente al óleo. Con frecuencia, en su oficio hizo acuarelas y como una especialidad durante los años 70, monotipos. Pero la pintura de aceite se mantuvo como su medio principal de expresión para sus interpretaciones de sus paisajes letones durante las estaciones, de flores y paisajes urbanos. 
Durante la época de la ocupación alemana, Vinters publicó dibujos y acuarelas en revistas alemanas.

## Vida privada
En 1951 se casó con Vinters Helma Krause, una maestra y colega. Su único hijo niño Ilmārs nació en 1958.

## Premios

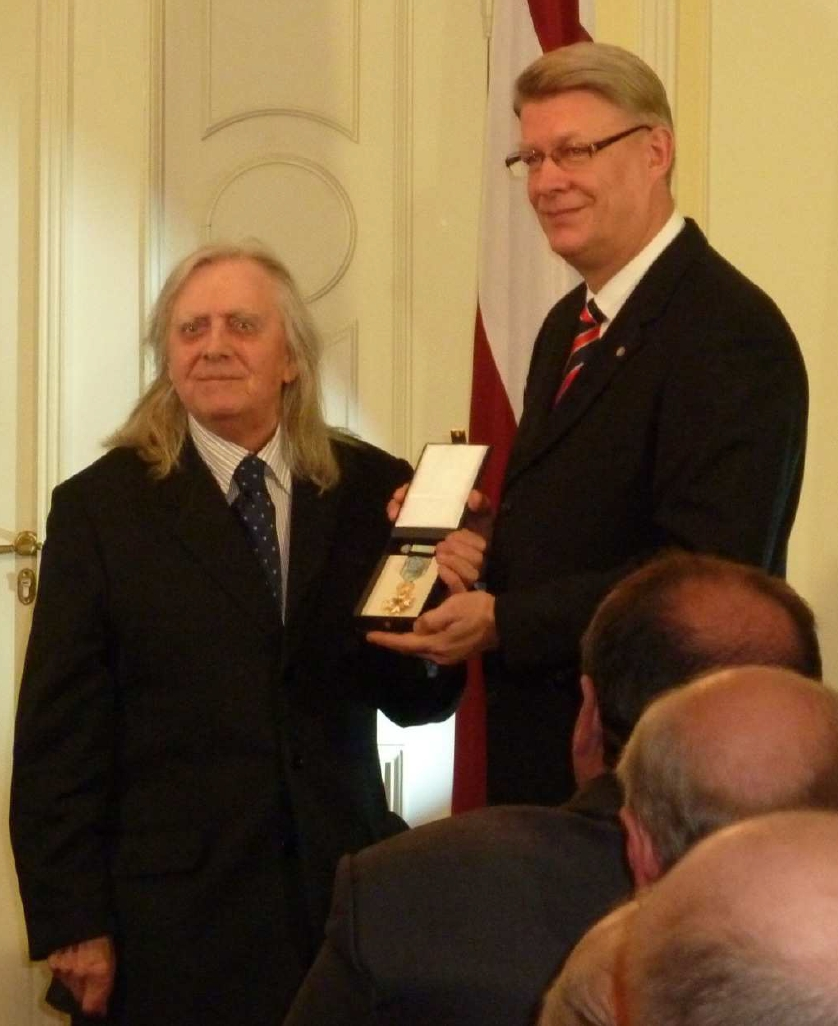
Edgars Vinters y el presidente Valdis Zatlers, 2009.

El 16 de noviembre de 2009, en reconocimiento a su destacada trayectoria fue galardonado con la Orden de las Tres Estrellas del presidente Valdis Zatlers.